# Michelle Rogers
Pour les articles homonymes, voir Rogers.
Michelle Rogers, née le 21 juin 1976 à Salford, est une judokate britannique.

## Palmarès international en judo
| Championnats d’Europe | Championnats d’Europe | Championnats d’Europe |
| Année                 | Médaille              | Catégorie             |
| --------------------- | --------------------- | --------------------- |
| 1996                  | bronze                | +72 kg                |
| 1997                  | argent                | +72 kg                |
| 2001                  | bronze                | –78 kg                |
| 2007                  | bronze                | –78 kg                |
| Jeux du Commonwealth  |                       |                       |
| Année                 | Médaille              | Catégorie             |
| 2002                  | or                    | –78 kg                |